# 锐齿风毛菊
锐齿风毛菊（学名：Saussurea euodonta）为菊科风毛菊属的植物，为中国的特有植物。分布于中国大陆的云南、四川等地，生长于海拔3,000米至3,600米的地区，一般生长在山坡草地以及松林林缘，目前尚未由人工引种栽培。